# Project A - Operazione pirati
Project A - Operazione pirati ('A' gai wak) è un film del 1983 diretto da Jackie Chan.
Film commedia d'azione e arti marziali, con Jackie Chan, Yuen Biao e Sammo Hung. Mai uscito nei cinema italiani.

## Trama
Hong Kong, 1800. Mentre gli inglesi sono occupati a governare le terre, i pirati sono i padroni dei mari facendo razzie delle imbarcazioni che incontrano. Nonostante vari tentativi la Guardia Costiera non riesce a sconfiggerli. I pirati vantano infatti importanti conoscenze tra gli alti ufficiali inglesi grazie alle quali riesco a sventare i piani della guardia costiera. L'ufficiale Dragon Mi è però determinato a porre fine a questa storia sconfiggendo i pirati e il loro capo grazie all'aiuto dei suoi amici e colleghi.

## Sequel
Nel 1987 esce il sequel Project A II - Operazione pirati 2, diretto ed interpretato sempre da Jackie Chan.

## Distribuzione

### Edizione italiana
Nell'edizione italiana i personaggi interpretati da Chan, Biao e Hung hanno gli stessi nomi di Cena a sorpresa - Il mistero del conte Lobos: Thomas, Moby e David.